# Christian Rhoden
Christian Rhoden (* 27. März 1974 in Duisburg) ist ein ehemaliger deutscher Leichtathlet, der sich auf den Hochsprung spezialisiert hatte.

## Sportliche Karriere
Seinen ersten großen internationalen Wettkampf hatte Rhoden bei den Halleneuropameisterschaften 1996 in Stockholm. Im Folgejahr wurde er Deutscher Hallenmeister und belegte bei der Universiade 1997 den zehnten Platz. 1998 stellte er bei einem Wettkampf im luxemburgischen Düdelingen seine persönliche Bestleistung von 2,32 auf. Des Weiteren nahm er an den Europameisterschaften in Budapest und wurde Elfter. Seine zweite Universiadeteilnahme folgte 1999 in Palma. Bei den Olympischen Sommerspielen 2000 konnte der amtierende Deutsche Vizemeister den achten Rang im Hochsprungwettkampf von Sydney erreichen. Im Jahr 2002 wurde er erneut Deutscher Hallenmeister.